# Stensångersjön
Stensångersjön är i huvudsak en våtmark med några mindre vattenspeglar i Älvkarleby kommun i Uppland och ingår i Gavleån-Dalälvens kustområde.